# Бирштейн, Макс Авадьевич
Макс Авадьевич Бирштейн (15 января 1914, Киев — 9 июня 2000, Таруса)— советский живописец, яркий представитель советского импрессионизма, график, автор серии портретов своих современников.

## Биография
Родился 15 февраля 1914 года в Киеве. Проживал по адресу ул. Большая Подвальная №1. Родители — Авадий Давидович Бирштейн (1868, Смоленск — 1922, Москва) и Софья Яковлевна Брук (1879, Чернигов — 1979, Москва), известные в городе врачи, проявляли интерес к искусству и, поощряли талант сына, именно они направили его в художественную школу. Племянник врача и депутата 1-й Государственной думы Г. Я. Брука. Брат — доктор биологических наук Я. А. Бирштейн.
В 1935 году поступил на живописный факультет МГХИ им. Сурикова. С первых лет обучения юный Макс проявил свой уникальный живописный дар. Его учителями были: Мочальский, Грабарь и др.  Главным своим наставником Макс Авадьевич считал И. Э. Грабаря, именно благодаря ему раскрылся талант юного художника, он научил его чувствовать натуру и выражать свое художественное мастерство в яркой палитре. Друг А. Дейнеки и Р. Фалька, которые тоже оказали большое влияние на творчество Макса Бирштейна.
С 1939 года участвует в московских, республиканских, всесоюзных и зарубежных выставках. 
В 1942 году защитил с отличием диплом «Ломоносов», написанный в мастерской Р. Фалька. 
С 1943 года — член Московского союза художников. С окончанием Великой Отечественной войны совершает поездки по стране. Художника вдохновлял Север, куда он неоднократно возвращался, именно там он создает замечательную серию работ, так и названных «Север». Дальше Бирштейн продолжает путешествие в Среднюю Азию и Закавказье. 
В 1956 году он отправляется в путешествие на корабле: Гибралтар, Сингапур, Африка. Уже немолодым человеком Бирштейн посетил Европу, и появились новые этюды с натуры – Лондон, Париж, Эрфурт, Испания. 
В 1957 году состоялась групповая выставка в Москве (А. Бабкова, М. Бирштейн, Н. Вилковир, Г. Рейнер, А. Сотников).
С 1960 года проходят персональные выставки в городах СССР. По линии Союза художников, Бирштейн участвует в европейских выставках. Его приглашали в крупнейшие художественные центры Европы для участия в совместных проектах. 
В 1970-е годы М. А. Бирштейн принимает участие сразу в двух крупных выставках в Японии и США. В Берлине в 1982 году открылась его персональная выставка.
С 1995 года работы М. Бирштейна участвуют в аукционах Sotheby’s.
В 1999 году Бирштейн награжден Золотой медалью Академии художеств.
9 июня 2000 умер в Тарусе. Похоронен в Москве на Введенском кладбище (19 уч.).

## Творчество
Работы Бирштейна многокрасочны и декоративны. Основа колорита – тональное богатство при доминирующем значении какого-либо одного цвета. По технике они близки к русскому пониманию импрессионизма. Художник работает в жанрах: натюрморт, портрет, пейзаж, интерьер, - часто сочетая их в одной композиции.
На его творчество оказали огромное влияние не только учителя - И. Э. Грабарь, Д. К. Мочальский, Р. Р. Фальк - но и П. Дейнека, и французские импрессионисты. Воспоминаниям о годах учебы посвящены полотна «Мои учителя - Г. М. Шегаль и В. В. Почиталов» (1964) и «И. Э. Грабарь и С. В. Герасимов в Козах» (1969). Именно в 60-е сложилась неповторимая манера художника, которая будет характерна для его работ и впоследствии. В этот период определяется круг любимых сюжетов: пейзаж, натюрморт, портрет.
Еще во время учебы в институте М. А. Бирштейн стал активным участником молодежных выставок, а также много путешествовал именно из этих вдохновляющих поездок, он каждый раз привозил много новых работ. Художника интересовал жизнь и быт севера России, южные краски среднеазиатской природы. География его поездок была обширна.  Интересны его пейзажи, написанные под впечатлением от поездок по Средней Азии и Закавказью - «Сумерки. Самарканд» (1964), «Источник. У чинары. Ордубад» (1967), «Ночь в Баку» (1980); «Гроза в Баку» (1982).
Пространство его полотен строится на контрасте массивной архитектуры и импрессионистической свето-воздушной среды, открытости цвета, создавало тональное богатство пейзажей.
1970—1980-е отмечены в творчестве Бирштейна композиционными открытиями — натюрморт или пейзаж входят в качестве важных элементов в портрет или жанровую картину. В работе «Воспоминание о Венеции» (1981) фоном для натюрморта, служит пейзаж Венеции, стоящий на мольберте.

В своих воспоминаниях Бирштейн писал: 
Я счастлив, что учился у таких прекрасных учителей. У меня было очень интересное детство и юность. Я помню спектакли Всеволода Мейерхольда. Я слышал и видел Бориса Пастернака. Мальчишкой я бегал на Белорусский вокзал встречать Максима Горького, а потом видел возвращение Сергея Коненкова и замечательного артиста Александра Вертинского. Я слушал и рисовал совсем молодую Беллу Ахмадулину, Булата Окуджаву, Вознесенского, Евтушенко. Вместе со скульптором Владимиром Цигалем встречал в московском аэропорте прилетевшего из Парижа великого художника Марка Шагала. Я счастлив своей чудесной нелегкой работой — я художник. У меня много друзей.
В течение жизни Макс Бирштейн работал в жанрах: натюрморт, портрет, пейзаж и композиция. Художник создал ряд портретов деятелей искусства, которые представляют собой художественную и историко-документальную ценность. Портреты И. Грабаря, С. Герасимова, А. Дейнеки, Г. Нисского, А. Осьмеркина, Р. Фалька, В. Татлина, современных художников Т. Назаренко, Н. Нестеровой, П.[уточнить] Никича, В. Цигаля, артистов А. Коонен, А Вертинского, заслуженной натурщицы С. Осипович, поэтов Е. Евтушенко, Б. Ахмадулиной, а также графические портреты С. Коненкова, А. Тышлера, Н. Чернышева.
Вся жизнь Бирштейна была наполнена творческими поездками, встречами с необыкновенными людьми. Путешествия на Север, на Новую Землю, в Сингапур, в Африку обогатили его творчество яркими впечатлениями. Благодаря этому сложился круг тем и сюжетов, которые характерны для творчества художника. За каждым мотивом — будь то пейзаж или человеческая фигура — Бирштейн признает право стать отправной точкой творческого вдохновения.

## Работы
Произведения М. А. Бирштейна находятся в собраниях Государственной Третьяковской галереи, Государственного Литературного музея, Государственного музея искусств народов Востока, Московского музея современного искусства, Государственном Русском музее (Санкт-Петербург), Саратовской картинной галерее, в галереях и музеях бывшего СССР, а также частных собраниях в Англии, Германии, Голландии, Испании, Польше, Румынии, США, Франции, Швейцарии, Японии и других. 
Работы Макса Бирштейна экспонировались на выставках в Европе и США, участвовали в международных аукционах (в том числе Sotheby’s).

## Выставки и аукционы
1939 – Всесоюзная выставка произведений молодых художников, посвященной двадцатилетию ВЛКСМ (Москва)
1957 – групповая выставка в Москве (А.Бабкова, М.Бирштейн, Н.Вилковир, Г.Рейнер, А.Сотников)
1962 – 30 лет МОСХа
1966 – выставка «Защитникам Москвы посвящается» (к 25-летию разгрома немецко-фашистских войск под Москвой)
1967 – выставка «Художники Москвы 50-летию Октября» (Москва)
1968 – выставка советского искусства за рубежом: Польша, Румыния, Англия, Голландия, Испания, Сенегал, Франция, США, ФРГ, Япония 
1970 – выставка произведений художников Москвы, посвященной 100-летию со дня рождения В.И.Ленина
1972 – персональная выставка (Москва)
1973 – персональные выставки (Ленинград, Баку)
1974 – групповая выставки «Нигерия» (М.Бирштейн, М.Шагинян), Всесоюзная выставка портрета (Вильнюс)
1975 – персональная выставка (Тбилиси, Кутаиси)
1977 – выставка «Автопортрет в русском и советском искусстве» (Москва)
1981 – выставка «Интерьер в творчестве русских и советских художников XIV-XX вв.» (Москва)
1982 – персональная выставка в ФРГ, Берлин, выставка «50 лет МОСХ «1932-1982» (Москва)
1984 – персональные выставки, посвященные 70-летию художника (Москва, Ленинград), серия портретов тружеников БАМа.
1985 – Всесоюзная художественная выставка «40 лет Великой Победы» (Москва)
1985-1987 – передвижная персональная выставка: Ялта, Воронеж, Херсон, Сухуми, Сочи, Одесса, Измаил, Тбилиси, Кутаиси, Баку, Сумгаит, Шеки, Ленинакан, Раздан, Ереван, Грозный, Кисловодск
1995 – выставка «Sotheby"s», ретроспективная персональная выставка «Мир художника» (ЦДХ, Москва).
2001 – посмертная выставка «Картины и жизнь» в Московском музее современного искусства 
2014 – выставка «Макс 100. Кот истории» в Государственном центральном музее современной истории России, приуроченная к столетию со дня рождения.

## Премии
1975-1978 - Диплом Московского Союза художников «За лучшие произведения года»
1972 - Премия Всесоюзного конкурса Союза художников СССР «Мой современник»
1982 - дипломом МОСХ «За лучшее произведение живописи 1982 года»
1984 - премия МОСХ «За лучшее произведение года»
1999 - Золотая медаль Российской Академии художеств

## Семья
- Отец — хирург Авадий Давидович Бирштейн.
- Мать — офтальмолог Софья (Сара) Яковлевна Брук (сестра врача Г. Я. Брука).
- Брат — доктор биологических наук, профессор МГУ Яков Авадьевич Бирштейн.
- Жена — художник-живописец, график, плакатист, литератор Нина Николаевна Ватолина.
  - Дочь — художник, член-корреспондент Российской академии художеств Анна Максовна Бирштейн.
- Сын — художник Владимир Максович Надеждин (Бирштейн, 1941—2000).
- Дочь — кандидат филологических наук, доцент факультета журналистики МГУ, галерист Софья Максовна Эбботт (Черменская).

## Книги
Бирштейн М. А. Картины и жизнь - М.: Советский художник, 1990. - 208 с. ISBN 5-269-00246-9